# Pompiliodes aliena
Pompiliodes aliena là một loài bướm đêm thuộc phân họ Arctiinae, họ Erebidae.